# Dahlonega
Dahlonega és una població dels Estats Units a l'estat de Geòrgia. Segons el cens del 2000 tenia 3.638 habitants, 1.060 habitatges, i 568 famílies. La densitat de població era de 219,5 habitants per km².

## Poblacions més properes
El següent diagrama mostra les poblacions més properes.